# Brokkoli

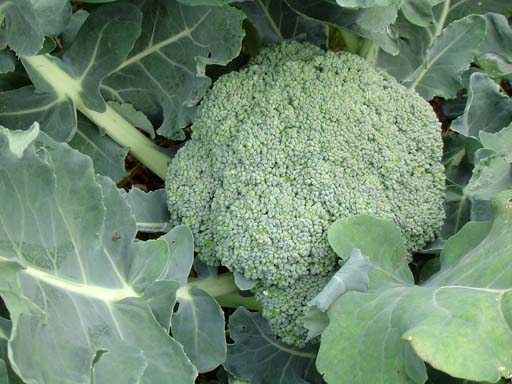
Brokkoli

Brokkoli oder Broccoli (Brassica oleracea var. italica Plenck) (italienisch il broccolo, im Plural broccoli, „Kohlsprossen“), auch Bröckel-, Spargelkohl oder Winterblumenkohl genannt, ist eine mit dem Blumenkohl verwandte Gemüsepflanze aus der Familie der Kreuzblütengewächse (Brassicaceae).

## Beschreibung

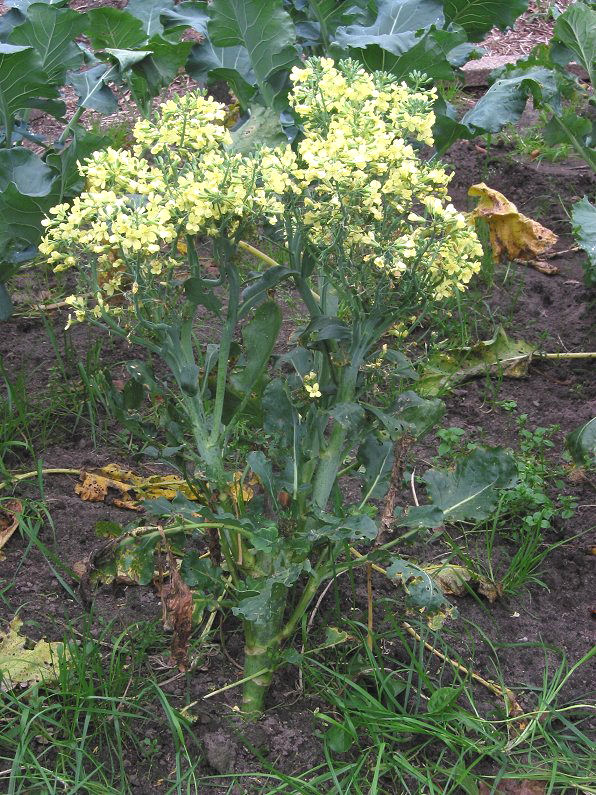
Blühender Brokkoli

Brokkoli wächst ähnlich wie Blumenkohl, und wie bei diesem bestehen die „Röschen“ des Kopfes aus den noch nicht voll entwickelten Blütenständen; die Blütenknospen sind im Gegensatz zum Blumenkohl gut ausgebildet und deutlich zu erkennen. Der Kopf ist meist von tiefgrüner bis blaugrüner Farbe; seltener sind violette, gelbe und weiße Sorten. Brokkoli hat eine Vegetationsperiode von 14 bis 15 Wochen.
Geerntet wird Brokkoli, sobald die mittlere Blume gut ausgebildet und noch geschlossen ist. Die noch geschlossenen Blütenstände werden mit 10 bis 15 Zentimeter langem Stiel und Blättern abgeschnitten. Aus den Seitenknospen entwickeln sich weitere kleine Blütenköpfe, die zu einem späteren Zeitpunkt geschnitten werden können. Geerntet und verwertet werden kann die Blume alleine als Blütengemüse oder komplett mit den kräftigen Stielen. Um bei Brokkoli den Ertrag zu steigern, werden heute meistens CMS-Hybride angebaut.

## Geschichte
Der aus Kleinasien stammende Brokkoli war in Europa zunächst nur in Italien bekannt. Durch Caterina de’ Medici gelangte er im 16. Jahrhundert nach Frankreich und als „italienischer Spargel“ nach England, um schließlich vom US-amerikanischen Präsidenten Thomas Jefferson im 18. Jahrhundert, zunächst als Versuchspflanze, in die Vereinigten Staaten eingeführt zu werden.
Hauptanbaugebiete in Europa sind die westlichen Mittelmeerländer, vor allem die Gegend um Verona in Italien.

## Inhaltsstoffe

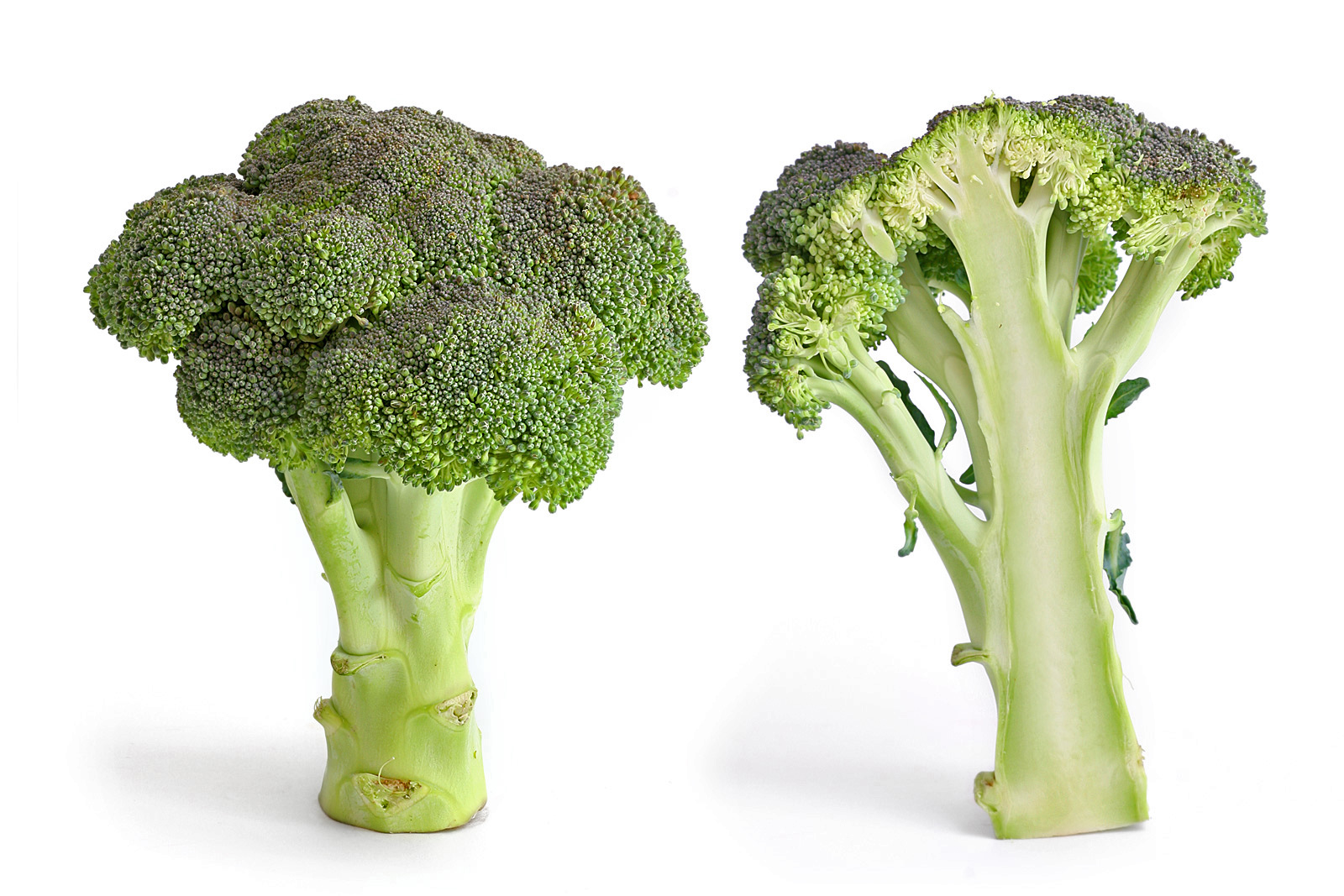
Brokkoli

Brokkoli ist besonders reich an Mineralstoffen wie Kalium, Calcium, Phosphor, Eisen, Zink und Natrium und Vitaminen wie B1, B2, B6, E und besonders Ascorbinsäure (Vitamin C) und Carotin (Provitamin A).
Weiter enthält er zahlreiche sekundäre Pflanzenstoffe (Flavonoide, Glucosinolate und andere). Glucosinolate speichern wiederum verschiedene Indole und viele Isothiocyanate. Im Brokkoli enthalten sind folgende Isothiocyanate: Sulforaphan, 3-Methylsulfinylpropylisothiocyanat, 3-Butenylisothiocyanat, Allylisothiocyanat und 4-Methylsulfinylbutylisothiocyanat.
| 100 g Brokkoli enthalten: |                |           |           |          |                         |               |
|                           | Brennwert      |           |           |          |                         |               |
|                           | kJ             | kcal      | Wasser    | Fett     | verwertb. Kohlenhydrate | Ballaststoffe |
| roh                       | 117            | 28        | 90 g      | 0,2 g    | 2,7 g                   | 3,0 g         |
| gar                       | 92             | 22        | 22 g      | 0,2 g    | 2 g                     | 2,7 g (total) |
|                           | Mengenelemente |           |           |          |                         |               |
|                           | Kalium         | Calcium   | Magnesium | Phosphor | Eiweiß                  | Eisen         |
| roh                       | 373 mg         | 105 mg    | 24 mg     | 65 mg    | 3,5 g                   | 0,8 mg        |
| gar                       | 324 mg         | 87 mg     | x mg      | 65 mg    | 2,8 g                   |               |
|                           | Vitamine       |           |           |          |                         |               |
|                           | Vitamin A      | Vitamin C | Vitamin E |          |                         |               |
| roh                       | 143 µg         | 115 mg    | 1,2 mg    |          |                         |               |
| gar                       | kein           | 90 mg     | ?         |          |                         |               |

## Verwendung in der Küche und Zubereitung

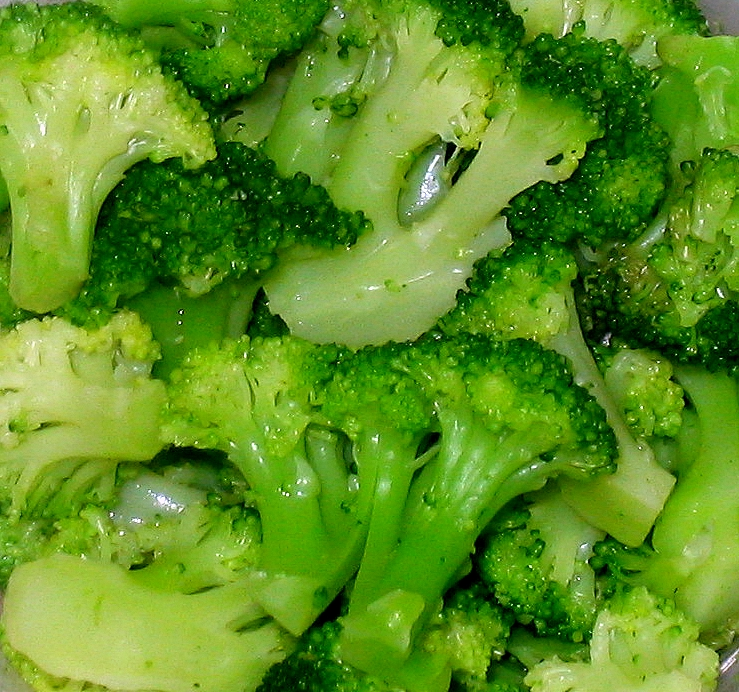
Gedünsteter Brokkoli

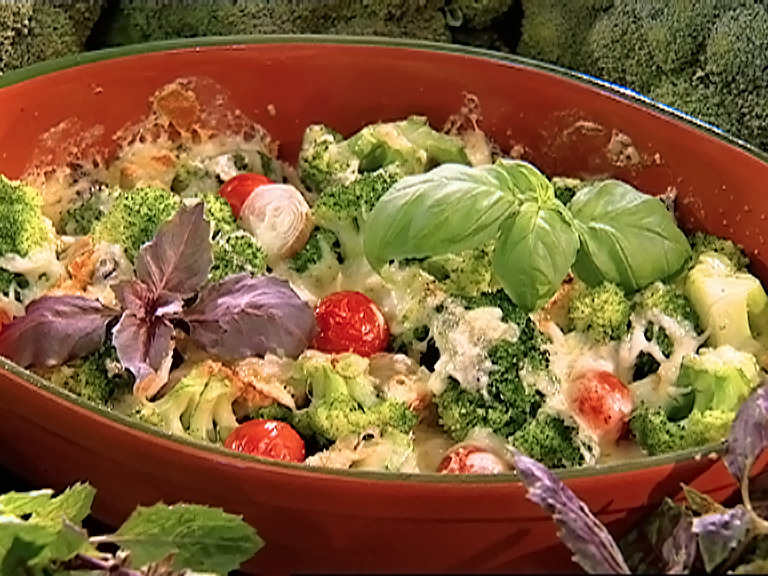
Brokkoligratin mit dreierlei Käse

Brokkoli kann man sowohl roh als auch gegart genießen. Als Garverfahren sind Kochen, Dünsten, Dampfgaren, Anbraten, Blanchieren sowie Garen in der Mikrowelle möglich, hervorragend geeignet ist auch Dämpfen auf einem Zwiebelbett mit Olivenöl. Wissenschaftliche Studien haben ergeben, dass die wasserlöslichen Nährstoffe wie Vitamin C und Mineralstoffe beim Dampfgaren weitgehend erhalten bleiben, während sie beim Kochen in siedendem Wasser im Kochwasser gelöst werden. Die Garzeit liegt zwischen 6 und 10 Minuten, abhängig vom individuell gewünschten sensorischen Ergebnis: Längere Garzeit führt zu weicherem Produkt.
Nicht nur die Röschen, sondern auch die zarten Blätter und die Stängel, die sich wie Spargel anrichten lassen, sind essbar.
Als Gewürz passen zu Brokkoli neben Salz auch schwarzer Pfeffer, Oregano, Basilikum, frisch geriebene Muskatnuss, Knoblauch und geröstete Pinienkerne oder Mandelblätter.
Auch werden aus den Samen Sprossen gezüchtet, diese können roh in Salaten gegessen werden oder finden sich als Dekoration auf Speisen wieder.
Als Brokkolireis bezeichnet man zerkleinerte Stängel in Reiskorngröße.

## Lagerung
Frischen Brokkoli erkennt man beim Kauf an seiner kräftigen Farbe und den geschlossenen Blüten. Er sollte kühl, am besten in einer Frischhaltefolie im Gemüsefach im Kühlschrank, gelagert werden. Auf diese Weise hält er bis zu drei Tage. Wird der Brokkoli zu warm gelagert, so verliert er täglich mindestens zehn Prozent seines Vitamin-C-Gehalts.
Im Zuge der Lagerung bilden sich Enzyme, die zum schnelleren Verderb führen. Als Maßnahme dagegen kann Brokkoli kurz blanchiert und danach gleich eingefroren werden. Dabei werden die Enzyme deaktiviert.
Brokkoli gehört sowohl zu den Ethylen produzierenden als auch ethylenempflindlichen Gemüsesorten und sondert je nach Raumtemperatur und Reifegrad verschieden stark das Reifegas Ethylen ab. Eine Lagerung gemeinsam mit ethylenempfindlichen Obst- und Gemüsesorten, wie beispielsweise Gurken und Weißkraut, sorgt für eine schnellere Reifung und beeinträchtigt deren Haltbarkeit.

## Sonstige Verwendungen
Aus den Samen wird auch Brokkolisamenöl hergestellt, das als Haar- und Gesichtspflegeprodukt verwendet wird.

## Trivia
Seit den 1990er Jahren gibt es zwischen den beiden Gemüsesorten Brokkoli und Kai-lan eine vergleichsweise neue Kreuzungsart („Kai-lan-Brokkoli-Hybrid“). Als Oberbegriff kennt man es meist unter der Bezeichnung Baby-Brokkoli (Handelsbezeichnung: Brokkolini, Broccolini).